# Kanhoji Angre
Kanhoji Angre (neki izvori navode i ime Kanhoji Angria te Conajee Angria) (kolovoz 1669. – 4. lipnja 1729.) je bio prvi poznati zapovjednik mornarice kraljevstva Maratha u Indiji u prvoj polovici 18. stoljeća. Čitav život se uspješno borio protiv britanskih, nizozemskih i portugalskih kolonijalnih interesa u Indijskom oceanu zbog čega je od njih smatran piratom. Usprkos njihovim pokušajima da ga zaustave, Angre je do smrti ostao neporažen.

## Porijeklo
Kanhoji Angre je rođen u gradiću Alibag na zapadnoj obali Indije 1669. godine i malo se zna o njegovoj mladosti osim da mu je otac bio Tanoji Angre, kapetan pod kraljem Maratha Shivajijem. 
Godine 1698. Kanhoji je postavljen za upravitelja zapadne indijske obale od Bombaya do Vengurle.

## Slava
Kanhoji je započeo s napadima na trgovačke brodove Britanske Istočnoindijske kompanije i polako stjecao slavu i moć. Zahvaljujući političkom dogovoru sa svojim vladarom 1707. godine Kanhoji je postao vrhovni zapovjednik mornarice Maratha.
Nastavio je s pljačkanjem svih brodova. Sudjelovao je i u sukobima Maratha s Aurangzebom, vladarom Mogulskog Carstva.

### Utočišta
Kanhoji je na području pod svojom kontrolom zaposjeo gotovo sve otoke i učinio od njih sigurna utočišta za svoje ljude i brodove.
- Godine 1698. Kanhoji je napravio svoje prvo utočište u tvrđavi Vijaydurg, 425 kilometara sjeverno od Bombaya.

- Kanhoji je također stvorio baze na otocima Khanderi i Underi uz obalu Bombaya i pokušao je natjerati svaki trgovački brod da plaća ulaz u luku.

- Kanhoji je pred kraj 17. stoljeća utemeljio grad Alibag te čak u njemu uveo u opticaj i vlastiti novac.

- Kanhoji je čak uspostavio baze na Andamanskim otocima.

### Bitke
Uz podršku Maratha, Kanhoji je započeo seriju napada na brodove velikih pomorskih sila poput Engleske i Portugala uz zapadnu obalu Indije. Dana 4. prosinca 1712. godine njegova flota je zarobila Algerine, brod britanskog guvernera Bombaya, na kojem je bila i guvernerova supruga. Brod i žena su vraćeni 13. veljače 1713. godine u zamjenu za otkupninu od 30.000 rupija. Kanhoji je tada s britanskim guvernerom potpisao sporazum o prestanku napada na brodove Britanske Istočnoindijske komapanije. 
Dana 26. prosinca 1715. godine u Bombay je stigao novi britanski guverner, Charles Boone, koji uopće nije mislio poštovati dogovor. Boone je naredio britanskim brodovima da započnu s napadima na utočišta Kanhojijevih ljudi na što je ovaj ponovno započeo s napadima na britansko trgovačko brodovlje. Dva britanska napada na Kanhojijeva otočna uporišta blizu Bombaya su odbijena i krajem 1716. godine Kanhoji je blokirao Bombaysku luku, prisiljavajući Boonea da plati otkupninu od 8750 funti.
Godine 1717. britanske snage su ponovno napale Kanhojijeve obalne utvrde, no napad je odbijen. Sljedeće godine Kanhoji je zarobio tri broda Britanske Istočnoindijske kompanije nakon čega su ga britanske vlasti proglasile piratom. 
Godine 1721. ujedinjene britansko-portugalske kopnene i pomorske snage od 6000 vojnika i četiri ratna broda nisu uspjele u zarobljavanju Kanhojija. Kasnije je bilo sumnji da su britanski zapovjednici potkupljeni od Kanhojija da povuku svoje snage.
Godine 1723. guverner Boone se vratio u Britaniju. Nakon toga, između Kanhojija i Britanaca je zavladao nesigurni mir koji je potrajao do Kanhojijeve smrti.

## Smrt i nasljeđe
Kada je Kanhoji Angre umro 1729. godine, bio je neosporni vladar Arapskog mora te indijske obale sjeverno od Bombaya. Iza njega su ostala dva zakonita sina, Sekhoji i Sambhaji, te tri nezakonita, Tulaji, Manaji i Yeshaji, koji su nastavili s borbom protiv kolonijalnih sila.
Kanhoji Angre se danas u Indiji smatra jednim od prvih boraca za slobodu Indije koji je nanio mnoge gubitke kolonijalnim silama. No države čiji su brodovi napadani od Kanhojijevih ljudi su tvrdile da je on bio pirat, ili u najboljem slučaju gusar, bez obzira na to što je bio admiral u Maratha mornarici.

## Zanimljivosti
Fiktivna verzija Kanhojijevog sina Sambhajija pojavljuje se u pustolovnom filmu Pirati s Kariba: Na kraju svijeta pod imenom Sri Sumbhajee. U filmu, on je piratski vladar Indijskog oceana kojeg progoni Istočnoindijska trgovačka kompanija. Sri Sumbhajee se također pojavljuje u seriji romana Pirati s Kariba: Legende o Bratskom dvoru, gdje su pojavljuju još dva Kanhojijeva sina, Tulaji i Manaji, s imenima Toolajee i Mannajee.

## Poveznice
- Pirat Kanhoji Angre  Arhivirana inačica izvorne stranice od 11. rujna 2007. (Wayback Machine)